# Komična opera
Komična opera (tal. opera buffa) ↓1 naziv je za specifičnu vrstu talijanske opere koja je u 18. stoljeću nastala kao odraz umjetničkih potreba širokih građanskih slojeva. Djelomično je proizišla iz intermezza izvođenih u međučinovima tzv. ozbiljne opere (tal. opera seria).

## Povijest
Građanstvo se s vremenom zasitilo mitoloških, fantastičnih i povijesnih sadržaja koji su vladali libretima tzv. ozbiljne opere. Stoga su komične opere često ismjehivale nezdrave društvene pojave iz svakodnevnoga života, a glavni su akteri vrlo često bili tipizirani likovi commedije dell’arte, primjerice hvalisavi vojnici, lukavi sluge, zaljubljeni stari škrci i sl. Pjevače je pratio komorni orkestar, a pojedini su dijelovi opera – glazbeni brojevi ili scene – povezivani govorenim dijalozima ili recitativima secco (hrv. doslovno „suhim“ recitativima; od tal. recitativo secco, naziva za vrstu polupjevanoga govora praćenog samo jednim glazbalom, u ono doba najčešće čembalom ili fortepianom).
Najzaslužniji za razvoj vedre komične opere su skladatelji tzv. napuljske škole, osobito Alessandro Scarlatti, Nicola Porpora, Giovanni Battista Pergolesi, Niccolò Jommelli, Niccolò Piccinni, Giovanni Paisiello i Domenico Cimarosa. Njihove su opere često bile bliske lokalnim glazbenim komedijama na napuljskom narječju koje su u početku bile prikazivane u plemićkim palačama, a potom i na javnim pozornicama. Jedna od najstarijih komičnih opera je Pobjeda časti (tal. Il trionfo dell'onore) Alessandra Scarlattija iz 1718., a među ranim je svakako najpoznatija Služavka gospodarica (tal. La serva padrona) Giovannija Battiste Pergolesija iz 1733. Komična opera je svoj vrhunac dosegla 1816. u Seviljskom brijaču Gioachina Rossinija, a popularne i danas često izvođene komične opere skladali su još Wolfgang Amadeus Mozart (Figarov pir, Tako čine sve) i Gaetano Donizetti (Ljubavni napitak, Don Pasquale).